# 須臾
須臾，指很短的時間，早見於《荀子．勸學篇第一》：「吾嘗終日而思，不如須臾之所學也。」（我曾經整天思考，也不及片刻學習的得著。）
引申为苟活，人生在宇宙中是短暫的，故言。《史記．卷九二．淮陰侯傳》：「足下所以得須臾至今者，以項王尚存也。」又有認为「須臾」和「從容」义同，只是不同时地的轉語，王念孫《讀書雜志．史記五》：“此‘須臾’與《中庸》：‘道不可須臾離’異義。須臾，猶從容，延年之意也。言足下所以得從容至今不死者，以項王尙存也。《漢書·賈山傳》：‘願少須臾毋死，思見德化之成也。’‘少須臾’即少從容，亦延年之意也。故《武五子傳》‘奉天期兮，不得須臾’張晏曰：‘不得復延年也。’從容、須臾，語之轉耳。”
漢字翻譯佛教經典時把時間單位muhūrta譯作須臾。据佛教《僧祇律》记载：「刹那者为一念， 二十念为一瞬， 二十瞬为一弹指，二十弹指为一罗预， 二十罗预为一须臾， 一日一夜为三十须臾。」所以一须臾等于0.8小时，換算為48分钟或2880秒。
後來，有書籍將其用在詞頭中來表達{\displaystyle 10^{-15}}，但現在{\displaystyle 10^{-15}}多用「飛（母托）」（由歐文前綴femto-而來），如多譯作「飛秒」。